# 世界科學院院士
世界科學院院士為鼓勵學者投入第三世界發展的學術榮譽，由世界科學院頒發。世界科學院院士每年新增加50名左右，由第三世界國家的科學院、國家研究理事會、大學和研究機構以及發達國家的科學組織的著名科學家中選舉產生。而華人的院士眾多，兩岸及海外華人即占20％左右。院士需要在第三世界國家工作，或是出生於第三世界國家、或對第三世界國家發展做出卓越貢獻。院士每兩年召開一次院士會議。

## 類別
世界科學院院士依照對第三世界貢獻的程度、學術資歷等等，共分為3等6級，而準創始院士、準院士則是頒發給出生於第三世界國家但卻已經於已開發國家從事學術研究工作，或出生於已開發國家，但對於第三世界國家有貢獻者。華人知名科學家陳省身、李政道、丁肇中、楊振寧等4人為世界科學院準創始院士。
- 創始院士
  - 準創始院士
- 院士
  - 準院士
- 通訊院士
  - 準通訊院士